# 德尤维尔广场 (魁北克市)

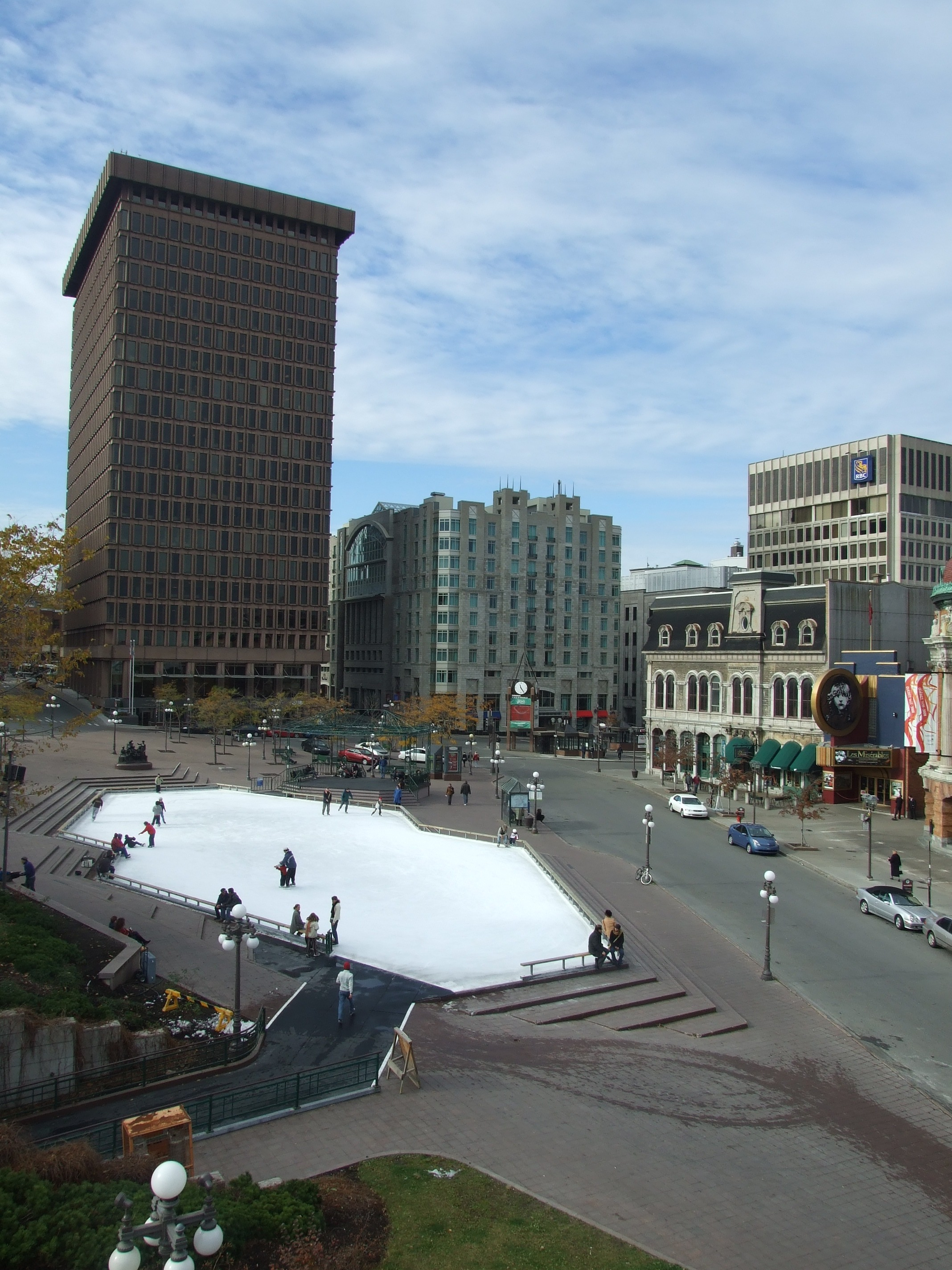

德尤维尔广场（Place d'Youville）是加拿大魁北克省魁北克市市中心的一个广场。它位于魁北克市最古老的街道之一圣若望街（rue Saint-Jean），标志议会山与魁北克老城之间的分界线。广场以玛格丽特·德尤维尔（Marie-Marguerite d’Youville）命名。她是一名法裔加拿大人寡妇，创建了慈善姐妹会修会（Grey Nuns of Montreal）。
德尤维尔广场还常用来指称巴士总站周围地区、Palais Montcalm，以及Capitole剧院（Capitole de Québec）。
德尤维尔广场的一部分在冬季会改为溜冰场，西面是雕塑“缪斯”，由魁北克省政府捐赠，以庆祝1983年魁北克市建城375周年。